# Colchão

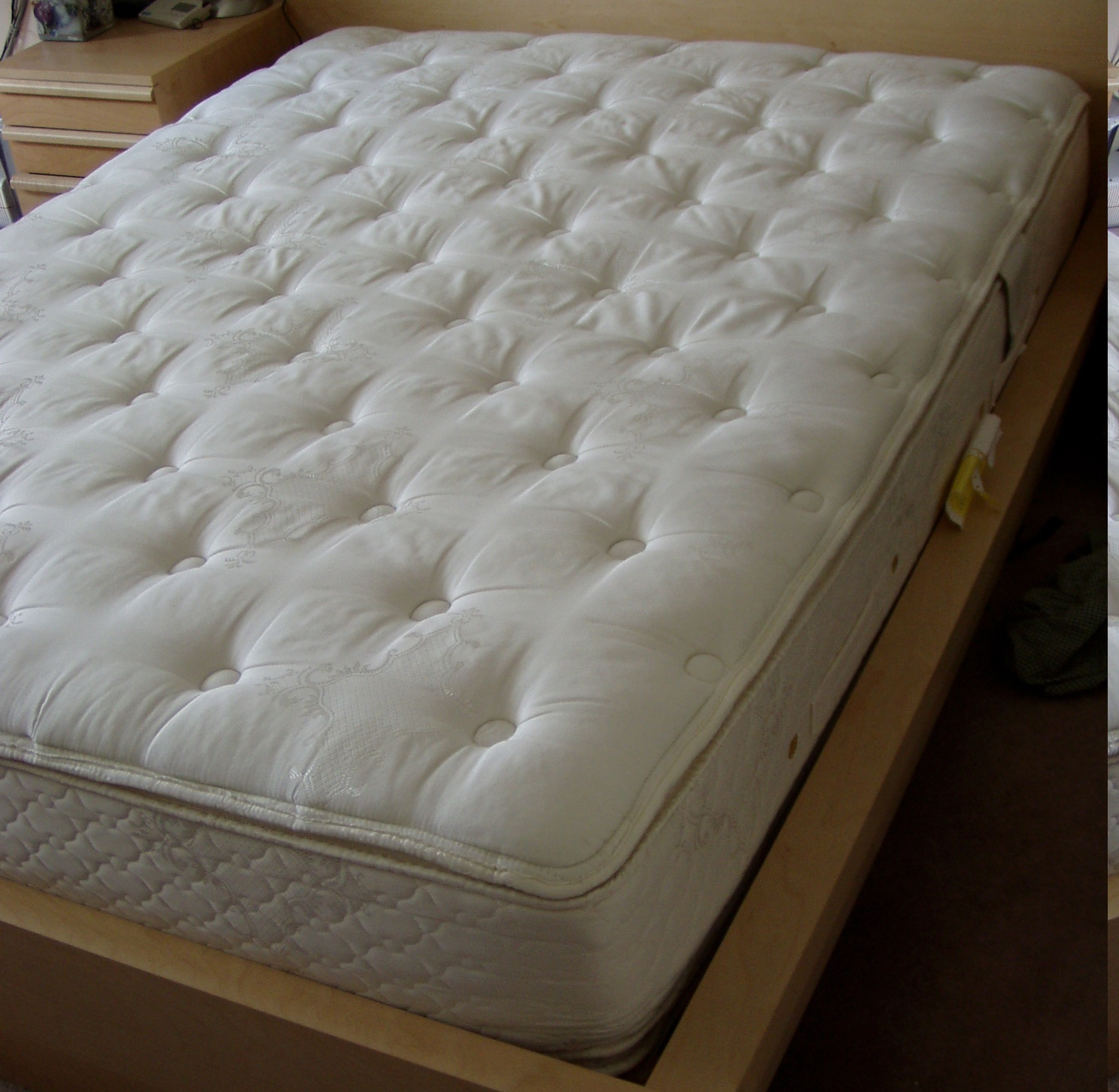
Um colchão

Colchão é um objeto usado para deitar-se e/ou dormir, geralmente colocado sobre um estrado. Existem diversos modelos e materiais utilizados na fabricação de um colchão, cada um deles é indicado para uma determinada faixa de peso, possibilitando uma maior adequação do colchão a estrutura corpórea do usuário, aumentando o conforto e a durabilidade.

## História
Em 3400 a.C., a ideia do agrupamento de ramos, palhas e folhas originando uma superfície mais flexível para se dormir permitiu que o ser humano abandonasse o chão frio e duro. Pouco tempo depois, os enchimentos de materiais que antes se encontravam no solo foram revestidos por emendas de duas peles ou tecidos, formando o que se chama de colchão.
Ao que tudo indica, os romanos foram os responsáveis pelo desenvolvimento do primeiro colchão, que era feito com materiais orgânicos como penas, algodão, palha, pelo animal ou lã. Sendo que nesse período (3400 a.C.), enquanto os cidadãos dormiam em cima de pilhas de palmeiras, o Rei Tutancâmon descansava sobre uma cama de ébano (madeira nobre).
O primeiro colchão de água foi invenção persa. Para eles, esse tipo de colchão consistia em deitar sobre a água morna, até atingir sonolência, e então, alguém carregava o indivíduo até um colchão de balanço para ser balançado até dormir.
Durante o Renascimento, utilizavam-se na cobertura do colchão tecidos de luxo como brocado (tecido com desenhos em relevo), veludo e seda. No século XVIII, foram introduzidos os primeiros colchões estofados com algodão. Com o surgimento da mola de aço em espiral, durante a Primeira Revolução Industrial, Heinrich Westphal inventou os colchões de molas.
Na década de 1880, na pequena cidade de Sealy, Texas, Daniel Haynes inventou uma máquina que comprimia o algodão para o uso em colchões e ganhou o devido reconhecimento pela criação do "Colchão de Sealy", como o produto foi nomeado na época.
Era comum ter colchões infestados de insetos por volta de 1900, inclusive os novos. O enchimento orgânico atraia diversos bichos, bactérias e mofo. Por esse motivo, fazia-se uso frequente da expressão: "Não deixe os bichos da cama morder."
Ao contrário do colchão de molas, que é amaciado com o passar do tempo, os colchões de algodão ficavam mais duros e compactos. Eles eram fabricados com algodão cru ou com feltro de algodão (os de feltro eram mais caros).
Existiam também os colchões feitos de crina de cavalo, naturais ou sintéticas; e aqueles feitos de palha muito usados nas áreas rurais.
A antiga Orion, construída entre os anos de 1958 ou 1959, localizada no Brás, em São Paulo, foi a primeira empresa brasileira a confeccionar a espuma de poliuretano. Posteriormente teve seu nome modificado para Trorion. Entre os pioneiros na espuma podemos destacar ainda a Piraspuma e a Vulcan, ambas extintas. Entre o término de 1950 e o início de 1960, popularizaram-se os tecidos bordados (metalassé) em contraste com os tecidos lisos. A partir de então, as superfícies dos colchões são multi-agulhadas.

## Tipos
Os tipos mais comuns de colchões são de espuma de poliuretano, de molas, de caixa ortopédica e de látex.
Os colchões de espuma apresentam tabelas que indicam qual a densidade da espuma de poliuretano é ideal para cada biotipo. Os colchões de látex têm o mesmo princípio da espuma.
Os colchões de molas apresentam recursos como as molas bicônicas, que têm resistência progressiva, ou seja, a resistência do colchão é proporcional ao peso da pessoa.
Os colchões de caixa ortopédica devem possuir no mínimo 3 cm de espessura na camada de espuma e no máximo 8 cm, pois isto fará com que o corpo afunde nas devidas proporções no quadril e ombro e garantirá a anatomia durante o uso.
O colchão de viscoelástico recorre a materiais desenvolvidos para fins aeroespaciais por parte da NASA, que procurava melhorar o conforto dos astronautas durante a descolagem. É considerado um material inteligente devido à sua capacidade de se moldar ao peso e contornos do corpo. Constituído na maioria por poliuterano, os colchões viscoelásticos são bastante sensíveis à temperatura corporal devido ao seu material base.
O colchão de água, muito popular no Estados Unidos, Canadá e norte da Europa podem ter lateral dura (quase sempre de madeira) ou macia (em espuma de densidade média, alta). Em ambos, os quatro lados formam uma caixa aonde é colocado um protetor de fugas de água e dentro deste o reservatório em vinilo que levará a água e será coberto com um forro lavável. Por baixo dele é colocado um sistema condutor de calor que mantém a temperatura escolhida para a água que foi tratada com um produto específico (condicionador). Dentro do reservatório pode ou não existir um sistema de estabilização da água que reduz ou quase elimina a ondulação. Anteriormente usado em hospitais para tratamento de feridas de decúbito (escaras) e de queimados, caiu em desuso devido ao peso e dificuldades de manuseio. São muito apreciados pelo conforto de sustentação do corpo (parece flutuar) e pela temperatura regulável de ambiente a aproximadamente 35º.
Dos colchões de ar, os melhores são em vinilo, como os de água, revestidos nas laterais com placa de espuma de alta densidade e na parte superior com espuma de menor densidade e, finalmente revestidos com um forro em tecido acolchoado. Através de um compressor regula-se a firmeza. Os de ar alternado, usados para acamados, são constituídos por tubos que enchem e esvaziam alternadamente, criando assim um movimento massageador que auxilia a circulação sanguínea nos pontos de pressão.
Antigamente havia ainda o colchão de trapos e de palha de centeio. Eles permitiam aconchegar o corpo de modo a manter a temperatura e a evitar a entrada de ar frio do exterior. Ao fazer a cama era notório a cova devido ao peso da pessoa que dormia nesse tipo de colchão. Em todas as manhãs era necessário agitar o conteúdo do colchão para repor a forma original do mesmo.

## Escolha do colchão ideal
O colchão ideal é aquele que sustenta e suporta todo o peso de um corpo e lhe proporciona conforto. Em suma, deve ser intermediário entre duro e macio, ou seja, firme e flexível.
Pesquisas revelam as drásticas consequências ocasionadas pela escolha inadequada de um colchão. Cerca de 90% dos entrevistados  admitiram sofrer com torcicolos, dores lombares e musculares, dores na nuca e de cabeça em decorrência da escolha errada do colchão, principalmente em relação ao biótipo desses indivíduos. [carece de fontes?]
O fato de passarmos um terço de nossas vidas sobre um colchão e que, por noite, mudamos de posição até sete vezes mais (12 vezes o ideal) ao utilizarmos um colchão de má qualidade, torna importantíssima a preferência por um colchão adequado.
A partir de 2014 no Brasil passou a ser obrigatório a certificação pelo INMETRO de todos os colchões de Espuma e Ortopédicos. Nenhuma fabricante de colchões poderá fabricar sem antes o selo compulsório para cada colchão.

## Durabilidade
Estudos mostram que, por ano, pode aumentar em 20% a massa de um colchão de espuma devido o acúmulo de poeira, pele morta, fungos ( originados por suor e umidade), carcaças e fezes de ácaros, entre outros fatores.[carece de fontes?] Por esse motivo, a garantia ou a validade emitida pelo fabricante do colchão geralmente estipula seu tempo útil de vida. Porém, deve-se ficar atento à qualidade do colchão, já que algumas empresas estendem o prazo de garantia apenas para atrair consumidores.
Ainda que fabricantes ofereçam garantias acima de dez anos, é relevante considerar as situações às quais esses colchões foram expostos e averiguar o termo de garantia, que refere-se majoritariamente ao sistema de molejo. Se bem cuidado, um colchão de molas possa durar mais tempo que o previsto.
Em média, a durabilidade de um colchão de espuma e de 2 a 4 anos e de molas é de 5 a 10 anos.

## Dicas de conservação
Normalmente os próprios fabricantes de colchões orientam seus compradores, e as dicas mais frequentes são :
- Não colocá-lo em uso com o plástico da embalagem;
- Utilizar um protetor de colchão;
- Não dobrar, pular ou ficar em pé sobre o produto;
- Não colocar objetos pontiagudos ou pesados;
- Usar aspirador de pó ou escova de roupas para mantê-lo limpo;
- Não fazer uso de estrado danificado;
- Evitar usar estrados sem ventilação, cobri-lo ou forrá-lo com plásticos ou cobertores;
- O colchão precisa respirar. Abra as janelas e porta e deixe o ar circular por todo o ambiente;
- Para limpar urina ou qualquer outro líquido, o recomendável é colocar papel (papel toalha ou jornal) ou toalha para absorver o líquido. Em seguida, fazer uma vaporização com uma mistura de água e vinagre e colocar o colchão para arejar sem presença de sol;
- Em caso de infiltração no cômodo onde aloja-se o colchão, deixá-lo o mais longe possível para evitar mofos.

## Tamanhos de colchões
As medidas padrão no Brasil para colchões e cama box de casal: 
| Modelo            | Largura | Comprimento |
| ----------------- | ------- | ----------- |
| Berço infantil    | 060 cm  | 130 cm      |
| Berço infantil    | 070 cm  | 130 cm      |
| Berço infantil    | 070 cm  | 150 cm      |
| Solteiro (menor)  | 078 cm  | 188 cm      |
| Solteiro (padrão) | 088 cm  | 188 cm      |
| Solteirão         | 096 cm  | 203 cm      |
| Viúva             | 128 cm  | 188 cm      |
| Casal             | 138 cm  | 188 cm      |
| Queen size        | 158 cm  | 198 cm      |
| King size         | 193 cm  | 203 cm      |